# Вишнувардхана
Вишнувардхана (ум. 1268, имя при рождении — Рангга Вуни) — четвёртый король Сингасари из династии Раджаса, сын второго короля короля Сингасари Анусапати, внук правителя княжества Тумапел Тунггула Аметунга и Кен Дедес, соправитель своего троюродного брата Нарасингамурти. Взошёл на престол в 1250 году в результате мятежа королевской гвардии против короля Панджи Тохджайя.

## Предыстория
В начале XIII в. центральную и восточную части о. Ява занимало королевство Кедири. В состав королевства входило небольшое вассальное княжество Тумапел, которым правил Тунггул Аметунг. При последнем короле Кедири Кертаджайе (1194—1222) государство находилось в глубоком кризисе из-за интенсивного храмового строительства, которое подрывало ресурсы страны. В результате обострившейся социальной напряжённости на востоке Явы началось крестьянское восстание, которое возглавил простолюдин Кен Арок. Восставшие захватили княжество Тумапел, Тунггул Аметунг был убит, Кен Арок стал правителем Тумапела и женился на вдове Тунггула Аметунга Кен Дедес, которая в то время была беременна. Родившегося вскоре Анусапати Кен Арок усыновил и воспитал как родного сына.
В 1222 году Кен Арок разбил армию последнего короля Кедири Кертаджайи в битве у деревни Гантер и захватил власть в центральной и восточной Яве, основав собственное королевство Сингасари. Кен Арок не ставил своей задачей полностью истребить сторонников прежней власти. Многие феодалы Тумапела и Кедири сохранили своё положение и имущество. Сын Кертаджайи Джайясабха на правах вассала стал править в бывшей столице Кедири Дахе. В результате первые годы существования Сингасари отмечены противоборством двух партий — новой аристократии, состоявшей из вождей крестьянского восстания, и старой аристократии, куда входили уцелевшие феодалы княжества Тумапел. В начале 1220-х годов предводителем старых аристократов стал Анусапати. Возникла также третья партия, которая объединяла противников аристократии. Её предводителем со временем стал Панджи Тохджайя, сын от первого брака Кен Арока с простолюдинкой Кен Уманг.
В 1227 году старая аристократия свергла Кен Арока, возведя на престол Анусапати. В 1248 году вспыхнуло крестьянское восстание, в результате которого Анусапати был убит, и королём стал Панджи Тохджайя. Последний правил менее двух лет и в 1250 году был свергнут в результате мятежа королевской гвардии.
Всплеск крестьянского движения заставил сплотиться враждебные партии старых и новых аристократов, в результате чего после смерти Панджи Тохджайя в Сингасари правил диумвират, состоявший из внука Тунггула Аметунга Ранггу Вуни и внука Кен Арока Махиса Чампаки, которые приняли тронные имена Джайя Вишнувардхана и Нарасингамурти.
Кен Дедес, родоначальница династии Раджаса, дважды была замужем — за аристократом Тунггулом Аметунгом, князем Тумапела, а затем за предводителем крестьянского восстания Кен Ароком. Её сыновья от первого и второго брака Анусапати и Махиса Вонгателенг стали предками королей Сингасири и императоров Маджапахит.

## Правление
Неспокойные времена правления Тохджайи привели к консолидации правящего класса королевства Сингасари. Союз старой и новой аристократии выразился в совместном правлении Вишнувардханы (1250—1268) и Нарасингамурти (1250—1270).
Вишнувардхана, возглавлявший партию старых аристократов, был сыном Анусапати и внуком князя Тумапела Тунггула Аметунга.
По образному описанию из летописи Параратон, отношения правителей были подобны дружбе двух ядовитых змей в одной норе:22.
Несмотря на формальное равенство двух правителей, Вишнувардхана играл в диумвирате главенствующую роль. Судя по летописям, именно он подавил восстание Линггапати (между 1250 и 1254 гг.). По его инициативе в 1254 году столице королевства Кутарадже присваивается торжественное название Сингасари.
Чтобы укрепить свою власть, Вишнувардхана женился на Джайявардхани, дочери князя Кедири Джайясабхи и внучке последнего короля Кедири Кертаджайи, тем самым завершив консолидацию всех феодальных родов Сингасари. Видимо, благодаря родству с древним королевским родом Кедири, малолетний сын Вишнувардхана Кертанегара был в 1254 году объявлен наследником престола, несмотря на то, что у Нарасингамурти тоже был сын: т. IV, с. 125.
Консолидации аристократических родов Сингасари при Вишнувардхане и Нарасингамурти сопутствовал также более тесный союз аристократии и духовенства. Как следует из документа 1269 г., относящегося к правлению следующего короля Кертанагары, Вишнувардхана наделил священнослужителей привилегиями, сделав независимыми те храмовые земли, которые ранее принадлежали светским феодалам: т. IV, с. 145, а также освободил храмы от некоторых налогов и пошлин, в частности, от пошлины на соль, кормовой повинности, платы за воду при ирригации. Храмы были выведены из-под юрисдикции государства и подчинены главе шиваитской церкви, который платил королю символическую дань. Также законом регламентировались отношения духовенства с работающими на их землях зависимыми крестьянами. Например, духовенству разрешалось бить зависимых работников в случае провинности и сожительствовать с зависимыми от них женщинами: т. IV, с. 148.
В 1266 году сын Вишнувардханы Кертанагара стал официальным соправителем двух королей. Вишнувардхана умер в 1268 году, а его соправитель Нарасингамурти — в 1269 или в 1270. С 1270 года единовластным правителем Сингасари стал Кертанагара (1270—1292).